# Maratona aquática no Campeonato Europeu de Esportes Aquáticos de 2021 - 25 km feminino
Os 25 km da maratona aquática feminina da maratona aquática no Campeonato Europeu de Esportes Aquáticos de 2021 ocorreu no dia 16 de maio no Lago Lupa, em Budakalász na Hungria.

## Calendário
| Fase  | Data       | Hora  |
| ----- | ---------- | ----- |
| Final | 16 de maio | 09:30 |

Todos os horários estão no horário local (UTC+1)

## Medalhistas
| Ouro          | Prata               | Bronze                 |
| Lea Boy (GER) | Lara Grangeon (FRA) | Barbara Pozzobon (ITA) |

## Resultados
Esses foram os resultados da competição.
| Pos.              | Nadadora           | Nacionalidade | Tempo     |
| ----------------- | ------------------ | ------------- | --------- |
| Medalha de ouro   | Lea Boy            | Alemanha      | 4:53:57.0 |
| Medalha de prata  | Lara Grangeon      | França        | 4:54:58.4 |
| Medalha de bronze | Barbara Pozzobon   | Itália        | 4:54:58.7 |
| 4                 | Kata Sömenek Onon  | Hungria       | 4:55:01.8 |
| 5                 | Ekaterina Sorokina | Rússia        | 4:57:05.7 |
| 6                 | Elea Linka         | Alemanha      | 4:57:07.6 |
| 7                 | Sofia Kolesnikova  | Rússia        | 4:57:16.5 |
| 8                 | Luca Vas           | Hungria       | 4:59:59.5 |
| 9                 | Veronica Santoni   | Itália        | 5:00:27.4 |
| 10                | Johanna Enkner     | Áustria       | 5:01:13.1 |
| 11                | Mariia Novikova    | Rússia        | 5:02:39.6 |
| 12                | Océane Cassignol   | França        | DNF       |
| 12                | Anna Olasz         | Hungria       | DNF       |
| 12                | Jeannette Spiwoks  | Alemanha      | DNF       |
| 12                | Lenka Štěrbová     | Chéquia       | DNF       |